# Laphria fulvithorax
Laphria fulvithorax är en tvåvingeart som beskrevs av Fabricius 1805. Laphria fulvithorax ingår i släktet Laphria och familjen rovflugor. Inga underarter finns listade i Catalogue of Life.